# (29634) 1998 VB3
1998 في بي 3 (ويعرف أيضًا باسم (29634) 1998 في بي 3 وفق تسمية الكوكب الصغير) (بالإنجليزية: 1998 VB3)‏ هو كويكب ضمن حزام الكويكبات؛ وترتيبه 29634 من حيث الاكتشاف.
اكتُشف هذا الجُرم الفلكي بواسطة OCA–DLR Asteroid Survey ‏ في 10 نوفمبر 1998.

## وصلات خارجية
- (29634) 1998 VB3 في قاعدة بيانات مختبر الدفع النفاث لأجرام النظام الشمسي الصغيرة

- الاكتشاف · مخطط المدار ·  العناصر المدارية · المعلمات المادية

- (29634) 1998 VB3 على موقع ويكي سكاي: DSS2, SDSS, GALEX, IRAS, Hydrogen α, X-Ray, Astrophoto, Sky Map, Articles and images